# Сигельман, Дон
Дональд Юджин Сигельман (англ. Donald Eugene Siegelman; род. 24 февраля 1946, Мобил, Алабама) — американский политик, губернатор Алабамы (1999—2003).

## Биография
Сигельман родился 24 февраля 1946 года в Мобиле. Он окончил Алабамский университет, Школу права Джорджтаунского университета и Оксфордский университет. В 1980 году Сигельман женился на Лори Аллен, у них родилось двое детей. С 1979 по 1987 год Сигельман занимал должность государственного секретаря Алабамы. Затем до 1991 года он был генеральным прокурором штата. В 1995—1999 года Сигельман являлся вице-губернатором Алабамы, а после этого сам стал главой штата, занимая пост до 2003 года. В 2006 году Сигельмана осудили по обвинению в коррупции и приговорили к 7 годам лишения свободы. В 2012 году политика приговорили к 6 годам тюремного заключения, штрафу в размере 50 000 $ и 500 часам общественных работ. В феврале 2017 года Сигельмана освободили на испытательный срок, который кончился в июне 2019 года.